# تجمع النسيل (مودية)

تعديل مصدري - تعديل

تجمع النسيل هو "تجمع بدوي" في  عزلة مودية بمديرية مودية التابعة لمحافظة أبين، بلغ تعداد سكانها 37 نسمة حسب تعداد اليمن لعام 2004.